# Mannheim-Marathon

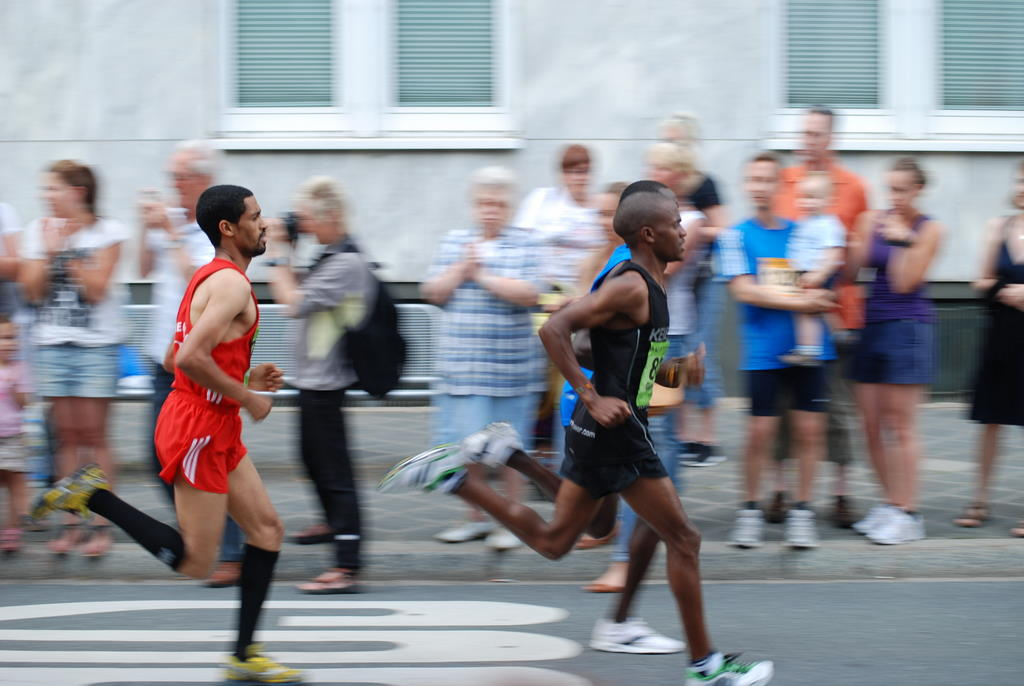
Spitzengruppe 2011

Der SRH Dämmer Marathon (ehemals SAP Arena Marathon bzw. MLP Marathon Mannheim Rhein-Neckar) ist ein Marathon in Mannheim und Ludwigshafen am Rhein, der seit 2004 jeweils an einem Samstagabend im Mai ausgetragen wird. Veranstalter ist der Mannheim läuft e. V., Ausrichter die M3 Marathon Mannheim Marketing GmbH & Co. KG. Zum Wettbewerb gehören neben dem vollen Marathon ein Halbmarathon, ein 10-km-Lauf, ein Duo-Marathon für zwei und ein Team-Marathon für vier bis sechs Läufer. Im Rahmen des Jubiläums 200 Jahre Fahrrad wurde 2017 die Wertung Bike&Run eingeführt, bei der zwei Läufer die Halbmarathon-Strecke absolvieren und sich dabei abwechselnd auf einem Fahrrad ausruhen dürfen. Da aufgrund der späten Startzeit viele Teilnehmer das Ziel erst nach Sonnenuntergang erreichen, bezeichnet sich der Lauf auch als Dämmer Marathon.

## Streckenverlauf
Die Laufstrecke wurde über die Jahre immer wieder verändert. Während bei der Premiere noch ein Zwei-Runden-Kurs ausschließlich durch Mannheim geführt hatte, liefen die Teilnehmer bereits ab 2005 einen flachen, durchgehend asphaltierten Rundkurs durch die Innenstädte und einige Stadtteile von Mannheim und Ludwigshafen am Rhein. Im Jahr 2014 wurde ein Abschnitt der Strecke durch das Innere der SAP Arena und ein anderer durch den Luisenpark gelegt. Auch die Rheinquerung nach Ludwigshafen, wurde von der anfänglich benutzten Kurt-Schumacher-Brücke ab dem Jahr 2016 auf die Konrad-Adenauer-Brücke umgelegt. Seit 2017 führt die Marathon-Strecke bei Kilometer 40 durch den Gartensaal des Barockschloss in Mannheim. Entlang der Strecke sind rund 1.000 Helfer von Vereinen aus Mannheim, Ludwigshafen und Umgebung im Einsatz, welche die Verpflegungsstellen betreuen und die Streckensicherung übernehmen. Die Zeitmessung erfolgte bis zum Jahr 2015 mit dem ChampionChip, seitdem über einen in die Startnummer integrierten Chip der Firma Race.Result.
Start und Ziel aller Strecken sind am Mannheimer Wasserturm auf dem Friedrichsplatz. Von dort geht es zunächst ostwärts am Carl-Benz-Stadion vorbei durch die Oststadt und Neuostheim nach Seckenheim. Danach geht es am linken Ufer des Neckar entlang am Fernmeldeturm und dem Nationaltheater vorbei in die Quadratestadt auf die Fressgasse. Dort biegen die Halbmarathons zum Ziel ab, während die Marathonläufer weiter westwärts laufen und auf der Konrad-Adenauer-Brücke den Rhein nach Ludwigshafen überqueren. In Ludwigshafen verläuft die Strecke durch die Stadtteile Mundenheim und Rheingönheim und über die Parkinsel.
Aus Kostengründen musste 2022 auf den Ludwigshafener Streckenteil verzichtet werden, so dass in Mannheim wieder eine Doppelrunde gelaufen wurde, deren Verlauf im Wesentlichen dem Mannheimer Streckenanteil aus den Vorjahren entsprach.

## Geschichte
2006 musste die Veranstaltung kurzfristig abgesagt werden, nachdem ein Sturm die Streckensicherung beschädigt hatte und eine weitere Sturmfront heranzog. Bis 2013 hieß der Marathon MLP Marathon Mannheim Rhein-Neckar nach dem Sponsor MLP AG. Danach trug er den Namen SAP Arena Marathon.
2016 wurde die SRH Sponsor.
2014 liefen diverse Läufer bei einer Weiche hinter einem doppelten zu durchlaufenden Streckenabschnitt falsch weiter, nachdem zunächst ein schlecht eingewiesener Helfer entsprechende Zeichen gegeben hatte. Da davon insbesondere die Spitzengruppe der Männer betroffen war, wurden vom Veranstalter zwei Läufer zum Sieger ernannt.
Im selben Jahr wurde unter anderem beim Mannheim-Marathon auch der Dokumentarfilm The Long Distance gedreht. 2017 wurde der SRH Dämmer Marathon am 4. Juni und damit erstmals an einem (Pfingst-)Sonntag veranstaltet. 2018 kehrte man zum Samstagtermin zurück.
2020 musste die für den 9. Mai terminierte Veranstaltung abgesagt werden, weil durch die Corona-Verordnung (Baden-Württemberg) Großveranstaltungen mit mehr als 100 Personen verboten wurden.
Die bereits angemeldeten Teilnehmer wurden am 17. März 2020 per E-Mail informiert und vor die Wahl gestellt, sich entweder die im Vorhinein gezahlte Teilnahmegebühr zurückerstatten zu lassen, den Startplatz ins Jahr 2021 umzubuchen oder den Veranstalter mit dem Verzicht auf eine Rückzahlung zu unterstützen.
Wegen der immer noch anhaltenden Corona-Pandemie wurde auch die für den 15. Mai 2021 geplante Veranstaltung abgesagt. Am 14. Mai 2022 fand der Marathon wieder statt, allerdings nur rechtsrheinisch.
Im Jahr 2023 musste der für den 13. Mai angesetzte Mannheim-Marathon erneut abgesagt werden, da aufgrund der Bundesgartenschau der Lauf nicht auf der üblichen Strecke durch den Luisenpark durchgeführt werden konnte. Eine Alternativstrecke konnte nicht gefunden werden.

## Statistik

### Siegerlisten
Hervorhebungen: Streckenrekorde

#### Marathon
| Datum        | Männer                      | Zeit (Std.) | Frauen                      | Zeit (Std.) |
| ------------ | --------------------------- | ----------- | --------------------------- | ----------- |
| 14. Mai 2022 | Simon Stützel               | 2:28:42     | Merle Brunnée               | 2:57:18     |
| 11. Mai 2019 | Firaa’ol Eebbisaa Nagahoo   | 2:23:55     | Dioni Gorla                 | 2:59:21     |
| 12. Mai 2018 | Nikki Johnstone             | 2:28:20     | Merle Brunnée               | 3:01:12     |
| 4. Juni 2017 | Edwin Kosgei (KEN)          | 2:15:54     | Prisca Kiprono (KEN)        | 2:51:03     |
| 14. Mai 2016 | Hosea Tuei (KEN)            | 2:20:49     | Gladys Kiprotich (KEN)      | 2:41:41     |
| 9. Mai 2015  | Benson Waweru (KEN)         | 2:21:29     | Ostermann, Miriam (GER)     | 3:11:26     |
| 31. Mai 2014 | Werkuneh Seyoum Aboye (ETH) | 2:18:52     | Simret Restle-Apel (GER)    | 2:42:28     |
| 8. Juni 2013 | Evans Kipkorir Taiget (KEN) | 2:19:22     | Abebech Etcha Bulbula (ETH) | 2:47:29     |
| 12. Mai 2012 | Werkuneh Seyoun Aboye (ETH) | 2:17:35     | Simegn Girma Terefa (KEN)   | 2:46:33     |
| 21. Mai 2011 | Isaak Cheruiyot -3-         | 2:24:01     | Salome Biwott (KEN)         | 2:55:49     |
| 15. Mai 2010 | Isaak Cheruiyot -2-         | 2:19:28     | Susanne Bog(-Brema) -2-     | 2:54:54     |
| 9. Mai 2009  | Isaak Cheruiyot (KEN)       | 2:30:30     | Julia Wagner (GER)          | 3:00:58     |
| 24. Mai 2008 | Daniel Gidumbanda (TAN)     | 2:29:16     | Susanne Brema (GER)         | 2:51:27     |
| 19. Mai 2007 | Oleksij Rybaltschenko (UKR) | 2:23:30     | Simone Maissenbacher (GER)  | 2:59:35     |
| 20. Mai 2006 | abgesagt                    |             |                             |             |
| 15. Mai 2005 | John Kipngeno Rotich (KEN)  | 2:19:34     | Rumjana Panowska (BUL)      | 3:00:06     |
| 21. Mai 2004 | Leszek Bebło (POL)          | 2:19:44     | Kathrin Weßel (GER)         | 2:45:58     |

#### Halbmarathon
| Jahr | Männer                          | Zeit (Std.) | Frauen                         | Zeit (Std.) |
| ---- | ------------------------------- | ----------- | ------------------------------ | ----------- |
| 2022 | Julian Beuchert                 | 1:09:48     | Yolimar Elizabeth Pineda       | 1:23:04     |
| 2019 | Raoul Jankowski                 | 1:09:51     | Eszter Varga                   | 1:25:46     |
| 2018 | Bill Martin                     | 1:11:27     | Lea Cagol                      | 1:27:51     |
| 2017 | Patrick Meyer                   | 1:14:09     | Lena Berg                      | 1:25:34     |
| 2016 | Falk Cierpinski (KEN)           | 1:08:19     | Lea Düppe (GER)                | 1:21:10     |
| 2015 | Hillary Maiyo (KEN)             | 1:04:01     | Kiprono Maureen Jepkoech (KEN) | 1:15:29     |
| 2014 | Melaku Belachew (ETH)           | 1:03:17     | Melat Yisak Kejeta (ETH)       | 1:15:06     |
| 2013 | Erza Kipchumb Kering (KEN)      | 1:04:36     | Lea Düppe (GER)                | 1:26:44     |
| 2012 | Faustin Mussa Starehe (TAN)     | 1:03:36     | Nora Jägemann                  | 1:27:27     |
| 2011 | Collins Kibet (KEN)             | 1:06:11     | Veronica Cheboi (KEN)          | 1:18:26     |
| 2010 | Wilson Kipkosgei Chemweno (KEN) | 1:04:22     | Josefa Matheis                 | 1:22:10     |
| 2009 | Tuwei Kiprop (KEN)              | 1:06:02     | Petra Büchler                  | 1:32:23     |

#### Inlineskating-Wettbewerb (Marathon)
| Jahr | Männer                 | Zeit (Std.) | Frauen                       | Zeit (Std.) | Finisher |
| ---- | ---------------------- | ----------- | ---------------------------- | ----------- | -------- |
| 2014 | Yannick Friedli (SUI)  | 1:00:16     | Claudia Maria Henneken (GER) | 1:00:29     | 262      |
| 2013 | Janick Schalch (SUI)   | 1:16:35     | Claudia Maria Henneken (SUI) | 1:25:48     | 368      |
| 2012 | Severin Widmer (SUI)   | 1:05:38     | Livia Begg (SUI)             | 1:25:53     | 425      |
| 2011 | Roger Schneider (SUI)  | 1:05:04     | Katja Ulbrich (GER)          | 1:20:19     | 435      |
| 2010 | Juan Nayib Tobon (COL) | 1:10:01     | Sabrina Rossow (GER)         | 1:23:11     | 530      |
| 2009 | Crispijn Ariens (NL)   | 1:10:34     | Deborah Keel (SUI)           | 1:24:19     | 483      |
| 2008 | Bernhard Krempl (GER)  | 1:12:27     | Nicole Hofrichter (GER)      | 1:22:21     | 532      |
| 2007 | Oliver Engel (GER)     | 1:12:57     | Melanie Becker (GER)         | 1:20:06     | 495      |

### Entwicklung der Finisherzahlen
Hervorhebungen: Rekordzahlen
| Jahr | Marathon    | davon Frauen | Halbmarathon | davon Frauen |
| ---- | ----------- | ------------ | ------------ | ------------ |
| 2022 | 433         | 70           | 2151         | 725          |
| 2021 | ausgefallen | ---          | ausgefallen  | ---          |
| 2020 | ausgefallen | 0---         | ausgefallen  | ---          |
| 2019 | 0584        | 091          | 2959         | 1017         |
| 2018 | 0500        | 096          | 2915         | 997          |
| 2017 | 0597        | 098          | 2916         | 1005         |
| 2016 | 0666        | 0115         | 3249         | 998          |
| 2015 | 0690        | 0108         | 3570         | 1104         |
| 2014 | 0840        | 0116         | 4216         | 1264         |
| 2013 | 0882        | 0129         | 3936         | 1189         |
| 2012 | 0901        | 0125         | 3528         | 1000         |
| 2011 | 0787        | 0104         | 3250         | 0892         |
| 2010 | 1023        | 0156         | 3205         | 0869         |
| 2009 | 1204        | 0186         | 3575         | 0959         |
| 2008 | 1584        | 0209         | ---          | ---          |
| 2007 | 1996        | 0298         | ---          | ---          |
| 2005 | 2233        | 0321         | ---          | ---          |
| 2004 | 2513        | 0392         | ---          | ---          |